# ستيفان ويسينويسكي
ستيفان ويسينويسكي (بالألمانية: Stefan Wisniewski)‏ هو عامل كهربائي ألماني، ولد في 8 أبريل 1953 في Reichenbach Priory (Baden-Württemberg) ‏ في ألمانيا.